# Wilhelm Senftleben
Wilhelm Senftleben (* 23. Januar 1905 Görlitz, Oberlausitz; † 11. Mai 1992 in Großenhain) war ein deutscher Widerstandskämpfer gegen den Nationalsozialismus und Politiker (SED).

## Leben
Senftleben wurde als jüngstes der 11 Kindern des Tischlers Senftleben und seiner Ehefrau, der Tochter des Tischlermeisters Emil Kügler aus der Bautzener Str. 51 in Görlitz geboren. Nach dem Besuch der Volksschule (Jahnschule) absolvierte er von 1920 bis 1923 eine Lehre als Bauschlosser in der Waggon- und Maschinenbau AG (WUMAG) und war anschließend arbeitslos. Von 1925 bis 1928 war er Haushälter in der Lederhandlung Schönbach und Jargosch (Wilhelmsplatz), von 1931 bis Oktober 1932 arbeitete er als Anzeigenwerber für die Arbeiterzeitung für Schlesien und Oberschlesien in Breslau. Wegen seiner Aktivitäten im Widerstand verurteilt, befand er sich vom 12. November 1934 bis zum 20. April 1939 in Haft und wurde danach als Maschinist beim Reichsautobahnbau Abschnitt Bautzen-Löbau zwangsverpflichtet. Ab 1940 war er als Schlosser in der Firma ROWAG (Rauschwalder Straße) tätig. Am 30. Dezember 1942 zur Strafabteilung der Wehrmacht eingezogen, wurde er am 3. August 1943 beim Minenräumen in der Ukraine schwer verwundet und im Dezember 1944 aus der Wehrmacht entlassen.
Im Februar 1945 wurde er mit seiner Familie nach Gerolzhofen (Unterfranken) evakuiert und widmete sich ab 1946 in Görlitz und im Kreis Großenhain der Politik.
Er hatte am 21. September 1939 geheiratet. Aus der Ehe gingen 3 Kinder hervor (1941, 1945, 1961).

## Politische Aktivitäten
Wilhelm Senftleben trat als Mitglied 1922 dem Kommunistischen Jugendverband (KJVD) und 1928 der Kommunistischen Partei Deutschlands (KPD) bei. Er wurde zum Org.-Leiter der KPD-Kreisleitung für den Unterbezirk Görlitz gewählt. Diese Funktion war ehrenamtlich. Zitat Senftleben "Ich lebte in dieser Zeit von Arbeitslosenunterstützung, Krisenunterstützung und nach der Aussteuerung auf Kosten meiner Eltern." Wilhelm Senftleben war in den Widerstandsgruppen "Wüsten" und "Hans-Georg Otto" illegal tätig. Er wurde am 12. November 1934 verhaftet, am 21. März 1935 durch den 1. Strafsenat des Oberlandesgerichtes Breslau wegen Vorbereitung zum Hochverrat zu ursprünglich 2 Jahren Gefängnis verurteilt und verbrachte knapp 2½ Jahre in den Konzentrationslagern Lichtenburg und Buchenwald, bis er im April 1939 anlässlich Adolf Hitlers 50. Geburtstag begnadigt wurde.
Nach dem 8. Mai 1945 setzte die amerikanische Besatzungsmacht Senftleben in der Bezugsscheinstelle der Stadtverwaltung Gerolzhofen ein, bis er am 2. November 1945 nach Görlitz zurückkehrte. Er nahm unterschiedliche Funktionen in der KPD und dann ab Mai 1946 beim Rat der Stadt Görlitz ein, bevor er zum Stellvertreter des Görlitzer Oberbürgermeisters (1950–1952) und zum Vorsitzenden des Rates des Kreises Görlitz-Land (1952–1958) gewählt wurde. Da Senftleben verschiedenen Görlitzer Funktionären der SED nicht in das Konzept passte, wurde eine Reise seiner Ehefrau im Jahre 1957 in die Bundesrepublik zum Anlass genommen, ihn öffentlich zu rügen und nach Großenhain zu versetzen. Dort wirkte er als stellvertretender und amtierender Vorsitzender des Rates des Kreises. Anfang der 1960er Jahre wollten neue Parteifunktionäre in Görlitz seine Rückkehr. Senftleben lehnte ab.
Er arbeitete bis zu seinem Tod im Rat des Kreises Großenhain.
Haftzeiten:
- 12. November 1934 – 12. November 1936 Strafgefangenenlager II Aschendorf (Börgermoor)
- 12. November 1936 – 18. Dezember 1936 KZ Lichtenburg
- 18. Dezember 1936 – 21. April 1939 KZ Buchenwald (begnadigt)

## Auszeichnungen
- 6. September 1973 Ehrenbürger der Stadt Görlitz[2]
- 1980 Vaterländischer Verdienstorden in Gold[3]